# السماك الرامح
السِّماك الرَّامح في الفلك (بالإنجليزية: Arcturus) هو نجم في كوكبة العواء التي تسطع جليًا في سماء الربيع. يعتبر هذا النجم عملاق أحمر وتبلغ شدة ضيائه أكبر 200 مرة من الضياء الشمسي ويبلغ قطره نحو 22 ضعفا لقطر الشمس، وهو أقرب النجوم من هذا النوع إلينا. ولذلك فهو اشد النجوم تألقًا في نصف الكرة السماوية الشمالي ورابع نجم تألقا من بين جميع النجوم.
ويمكن رؤياه من جميع القارات على الأرض ما عدا أواسط القارة القطبية الجنوبية وربما كان أول نجم يرصد نهارًا بواسطة تلسكوب، وكان ذلك عام 1635 من العالم جين مورين.
وهو يوجد على امتداد كوكبة الدب الأكبر.
تبين القياسات التي قام بها القمر الصناعي هيباركوس أن بعد السِّماك الرامح عنا نحو 36.7 سنة ضوئية (نحو 3.11 فرسخ فلكي). كما تشير تلك القياسات إلى احتمال كون السماك الرامح نجما ثنائيا ولكن إثبات ذلك لم يتحقق حتى الآن، ويحتاج ذلك لتقنية على هامش الإمكانيات.
يكوّن السِّماك الرامح مع النجمين السماك الأعزل Spica ونجم المليك مثلث الربيع.

## صفاته الفيزيائية
مع اعتبار عمر السِّماك الرامح نجد أن معدنيته ضعيفة. بالمقارنة بالشمس، فالشمس بصفتها من نجوم الجيل الثاني فهي تحتوي على خمسة أضعاف ما يحويه السماك الرامح من معدنية.
ويبدو السِّماك الرامح أكثر تألقا عن المتوقع من نجم مستقر ينتج طاقته من الاندماج النووي للهيدروجين. وبدأ فيه اندماج الهيليوم ليكوّن الكربون والأكسجين. ولا يتوقع وجود نشاط مغناطيسي لمثل هذا النجم كما هو الحال بالنسبة للشمس التي لها نشاط مغناطيسي، ولكن السماك الرامح يشع أيضا أشعة إكس، وتشير دراسة هالته البالغة الصعوبة في الرصد إلى احتمال وجود نشاط مغناطيسي للسِّماك الرامح.

## ضياؤه وطيفه
يصنف طيف السِّماك الرامح من فئة عملاق أحمر 5 IIIpe وهو ذو لون أحمر برتقالي. وتعني الحرفين pe في طيفه أنه «طيف متميز» بمعنى أن طيفه يحتوي على عدد كبير من خطوط انبعاث في نطاق الضوء المرئي، هذا ليس غربيبا بالنسبة إلى عملاق عظيم ولكن تلك الظاهرة متميزة في طيف السِّماك الرامح.
ويبلغ ضياء السِّماك الرامح أشد 110 مرة على الأقل من ضياء الشمس. وبسبب أن النجم يشع قدرا أكبر من أشعته في نطاق الأشعة تحت الحمراء عنها في نطاق الضوء المرئي لذلك يبلغ ضياؤه الكلي (أي في جميع الموجات الكهرومغناطيسية) نحو 210 مرة أشد من ضياء الشمس.
وترجع القلة النسبية للطاقة الإشعاعية لهذا النجم العملاق في نطاق الضوء المرئي إلى انخفاض درجة حرارة سطحه النسبية، فهي تصل إلى 4290 كلفن (بالمقارنة ب 5780 كلفن لدرجة حرارة الشمس).
بينت أرصاد القمر الصناعي هيباركوس أن تألق السماك الرامح يتخلله بعض التغيرات، وتبلغ تلك التغيرات في حدود 04و0 قدر ظاهري وبدورة مقدارها 3و8 أيام. لذلك فيبدو أن سطحه يهتز بما يشير إلى خواص عملاق أحمر. وقد بين السِّماك الرامح ظاهرة عجيبة وهي أن عملاقا عظيما يكون متغيرا كلما زادت إحمراره.
ووجد أنه في الحالات المتزايدة التغير كما هو الحال بالنسبة للعملاق ميرا (نجم) فيكون الاهتزاز فيها شديدا وتستغرق مدة مئات الأيام. أما السماك الرامح بما له من دورة قصيرة للاهتزاز وفي نفس الوقت يكون اهتزازه ضئيلا فهو يمثل مرحلة بين حالة الاهتزاز والتغير وحالة الاستقرار.

## كتلته وحجمه

مقارنة بين العملاق الأحمر قلب العقرب (نصف قطر 300 مليون كيلومتر) والسماك الرامح (نصف قطر 20 مليون كيلومتر) وشمسنا (نصف قطر 7و0 مليون كيلومتر).

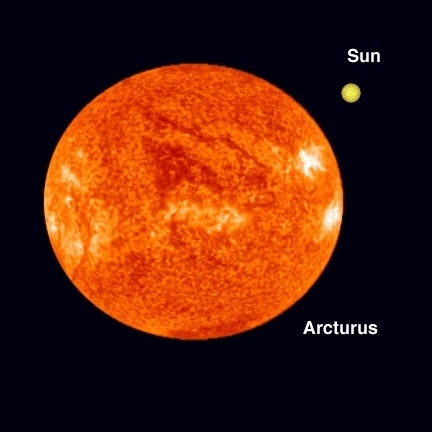
مقارنة بين حجمي السِّماك الرامح والشمس، مع ملاحظة أن كتلة السِّماك الرامح مقاربة لكتلة الشمس (5و1 : 1).

من الصعب تعيين كتلة السِّماك الرامح بدقة ولكنه قريب من كتلة الشمس وتقدر كتلته بنحو 1.5 كتلة شمسية. والنجم قريب منا وكبير بحيث يمكن قياس قطره الظاهري بسهولة وهو يقدر بنحو 021و0 ثانية قوسية وهذا يعني أن قطره يبلغ أكبر من قطر الشمس نحو 25 مرة (أي أنه منتفخ).
فإذا كان للسِّماك الرامح كواكبا تماثل الأرض لكانت قد احترقت منذ وقد طويل. وحاليا بحسب مقاييس ودرجة حرارة سطح السماك الرامح يتطلب وجود كوكب في نفس درجة حرارة الأرض أن يبعد الكوكب عن النجم نحو 11 وحدة فلكية، وهذا يعادل مدارا بين مدار المشتري ومدار أورانوس بالنسبة للشمس.

## نشأته وتطوره
يعتبر السِّماك الرامح نجما قديم نسبيا ويقع في مستوى قرص مجرة درب التبانة. ويقدر عمره منذ أن بدأ الاندماج النووي في لعنصر الهيدروجين بين 5 إلى 8 مليارات من السنين، وهو بذلك ربما يبلغ عمره ضعف عمر الشمس وفي نفس الوقت يكون أقدم جرم سماوي يمكن رؤيته بالعين المجردة.
وتشير بعض القياسات الحديثة أن السِّماك الرامح ربما يكون لا ينتمي أصلا إلى مجرتنا مجرة درب التبانة وإنما في مجرة قزمة والتحمت بمجرتنا قبل 5 إلى 8 مليارات سنة، وهذا يماثل ما يحدث الآن للمجرة القزمة الرامي وكذلك لمجرة ماجلان الكبرى.

## وصلات خارجية
- Schematischer Aufbau (Grafik)